# 大石郁雄
大石 郁雄（おおいし いくお、1901年 - 1944年12月4日）は、日本の映画監督、アニメーション作家、脚本家である。初期には大石 郁（おおいし いく）とも。

## 来歴
1901年（明治34年）、東京府東京市（現在の東京都）日本橋に生まれる。東京開成中学校 から黒田清輝画塾に通い、同門の横尾泥海男、鈴木重吉と知り合って漫画映画製作に興味を持ち、鈴木の所有していたドイツ製のウエルテルカメラを使って動画の習作をいくつか制作する。
1918年（大正7年）8月、森永製菓が「森永ミルクチヨコレート」発売に際し、宣伝用漫画映画『兎と亀』を製作、習作動画の腕を買われ、16歳の「大石郁」がこの動画を制作。日本初の広告用アニメーションであるが、本作は現存しない。
これを機に短編の宣伝漫画を連作。蒲田村椛谷の自宅をアトリエに「大石光彩映画」（のち「大石郁プロダクション」と改名）を設立、市野正二や前田一らを抱え、1920年代に松竹蒲田撮影所の美術関係者からサイレント映画の下請けをもらい、カットタイトル用の字幕や線画を担当。また線画映画や、1、2巻もののレコードとシンクロする家庭用の9.5mmフィルム短編漫画映画を制作していた。伴野文三郎商店の『證城寺の狸囃子』（1931年）や日活グラフの『あっぱれ安さん』（同年）が当時の作品である。
1933年（昭和8年）12月5日、ピー・シー・エル映画製作所が創立され、松竹の現像技師長だった増谷麟が専務取締役で迎えられ、増谷は配下の西川悦二現像技師らともども、大石や市野ら、大石プロのアトリエスタッフをそっくり引き抜く。
同年、新会社「P.C.L.」で最新式の撮影機材を得た大石は、日本初の本格的オールトーキー動画映画『動絵狐狸達引』（二巻）を制作。同作品は有楽町邦楽座で上映され評判となった。この作品では作画は切り抜き形式で行われた。
1934年（昭和9年）、『ポン助の春』（一巻）、『カチカチ山』（二巻）と二本の短編動画映画を制作。
1935年（昭和10年）、9月に『蟻と蛙』（二巻）を制作。これを最後にPCLは漫画映画の制作を中止。このころ大石の配下には、前述のスタッフのほかに山田耕造、横山隆一、木村一郎、笠原信雄らが加わっている。
1937年（昭和12年）9月10日、P.C.L.社ほか数社が合併して東宝映画を設立。大石らのスタジオも「東宝映画東京撮影所」（現在の東宝スタジオ）の一部となり、大石は「漫画映画係」の係長となる。東宝は軍事協力の「文化映画」に注力し、漫画よりも線画や図解に需要をとられ、大石の仕事も各省庁委託や陸・海軍筋の委託教材作品が増えることとなり、大石は脚本家、演出家として活躍することとなる。
この年応召し、陸軍軍曹として中国戦線に赴任。11月、森岩雄は大石の留守中に、円谷英二を新設の「特殊技術課」の課長に迎え、円谷が大石の代理として線画係管理者を務めることとなる。出征中の大石は、不在のまま「特殊技術課線画係」の「漫画線画室」室長に配属される。このとき37歳。この不在時期に鷺巣富雄（うしおそうじ）が線画係に入社。
1939年（昭和14年）7月、中国戦線より復員。復員後第一回作品として、「教材映画」『九九式軽機関銃』を制作する。「教材映画」とは、軍事教練用に、新しい武器や爆撃の理論を線画（アニメーション）で説明する映画のことで、以後戦時協力体制を採る東宝の下、数々の「教材映画」を手がけた。
1940年（昭和15年）、前年に制定された「映画法」により、映画人に国家試験が適用される。これに対応した入門書として「映画撮影学読本」（上・下巻）の制作が「大日本映画協会」によって企画され、大石は下巻で「線画と漫画映画」の項目を執筆する。大石は自身の項目の挿絵を鷺巣富雄に依頼している。
この年、大日本帝国海軍からの嘱託命令により、鈴鹿海軍航空隊教育のための教育映画製作の準備にかかる。大石は脚本と監督を担当。大半を線画が占めるため、この年9月、大石は鷺巣を至急扱いで鈴鹿に呼び寄せ、二人で三重県津新地の旅館に投宿し、鈴鹿海軍航空隊に通う。
航空隊で大石は対空母用水平爆撃の訓練機に鷺巣と同乗し、照準操作の訓練を受けてこれを脚本化。完成した作品の教育効果の目覚ましさに注目した海軍は、東宝に同種の教材映画を連作させる。
1941年（昭和16年）、『鈴鹿海軍航空隊教材映画』、『水平爆撃理論篇 前・後篇』、『水平爆撃理論篇 実際篇』、『水平爆撃理論篇 応用篇』の各4巻シリーズを完成。一時帰京したのち、再び海軍の命令を受け、次回作の準備にかかる。この作品のため、カロリン諸島でのシナリオ・ハンティングが決定する。大石の製作した一連の水平爆撃教材映画は、日本海軍の真珠湾攻撃に活用された。
1942年（昭和17年）、『ハワイ・マレー沖海戦』（山本嘉次郎監督）に協力。こののち、次回作準備のため南方カロリン諸島へ出発。
1943年（昭和18年）、砧撮影所と南方を教材映画取材のため往復。
1944年（昭和19年）12月4日、軍属としてのカロリン諸島での視察の帰路、東京湾外で米軍潜水艦により乗艦が撃沈され、同僚南とともに戦死した。享年44（満42歳没）。

## 人物
父親は日本橋の上絵師（陶磁器を一度焼いたあと、特殊な絵の具で絵を描く職人）。妻は元松竹蒲田撮影所の女優で、子供はいなかった。円谷英二とはライバル関係にあった。ほかに亀井文夫と親交が深かった。
義兄の宮下萬三も漫画映画制作プロダクションの親方だった。東宝時代はこの宮下に動画の下請けをさせていたが、線画室の部下の鷺巣富雄（うしおそうじ）を引き抜こうとしたとして、のちに東宝線画室への出入りを禁止してしまった。
酒豪で、いがぐり頭にロイド眼鏡にちょび髭といういかつい容貌で、線画係では大石は「怖い頑固親父」で通っていた。が、鷺巣に対しては優しかったという。脚本・演出を担当した『九九式軽機関銃』は鷺巣が線画を作画したものだが、その完成以降鷺巣を気に入り、しばしば経堂の自宅に誘って酒や釣りに同行させてくれた。大石最後の仕事となった南方視察では、翌年現役入隊予定の鷺巣をどうしても年内に海軍入隊させて同行させたいと、わざわざ鷺巣を日本歯科医大に送って歯を抜かせ、徴兵忌避まがいの強硬手段まで採っている。
結局、鷺巣の海軍入隊はかなわず、大石は線画室の鷺巣の後輩の、新婚の南という青年を同行した。大石が東京湾外洋上で戦死した12月4日は鷺巣の誕生日でもあり、鷺巣は大石と南の両者を想って一晩泣きはらしたという。
鷺巣が東宝に入社したころは大石は二度の応召で最前線に出征していて、悟りを開いたのかいたって優しかったというが、大石門下の先輩達は教えにやかましい大石からずいぶん殴られたという。昭和10年に大石プロに内弟子入りした木村一郎は「殴ることはねえだろ」と反発し、大石のもとを飛び出している。

### 大石の門下生
```
　
　　　　　　　┏宮下萬三
大石郁雄━━━┫
　　┃　　　　┗横山隆一
　　┣━━━━市野正二（東映動画）
　　┣━━━━前田一（朝日映画）
　　┣━━━━若林敏郎（プロキノ出身。別名「わか敏郎」）
　　┣━━━━木村一郎（児童漫画家）
　　┣━━━━山田耕造（東宝教育映画）
　　┣━━━━鷺巣富雄（ピー・プロダクション）
　　┗━━━━芦田巌（芦田漫画研究所）
　　　　　　　　┣━━━━古沢日出夫
　　　　　　　　┣━━━━福田里三郎
　　　　　　　　┣━━━━幕田博匡
　　　　　　　　┣━━━━大工原章
　　　　　　　　┣━━━━鷺巣政安
　　　　　　　　┗━━━━狐岡静子

```

## フィルモグラフィ
2012年（平成24年）7月現在、東京国立近代美術館フィルムセンターは、大石の手がけた作品のうち、『動絵狐狸達引』（1933年）、『トーキーの話』（1936年）、『ポン助の腕くらべ』（1951年没後公開作品）の上映用プリント等を所蔵している。『動絵狐狸達引』は、紀伊國屋書店が2004年（平成16年）に発売したDVDビデオグラム『日本アートアニメーション映画選集 4 戦前傑作選』に、『證城寺の狸囃子』はVHSビデオグラム『昭和漫画映画大行進 第3巻 漫画日本お伽噺』および『日本アニメクラシックコレクション 第2巻』に、『鼠の留守番』はデジタル・ミームが発売したDVDビデオグラム『日本アニメクラシックコレクション 第2巻』に、『泳げや泳げ』は、おなじく『日本アニメクラシックコレクション 第4巻』に、『御存知荒又仇討』はVHSビデオグラム『昭和漫画映画大行進 第2巻 のらくろ伍長』に収録されており、いずれも現存する。すべてパブリックドメインである。

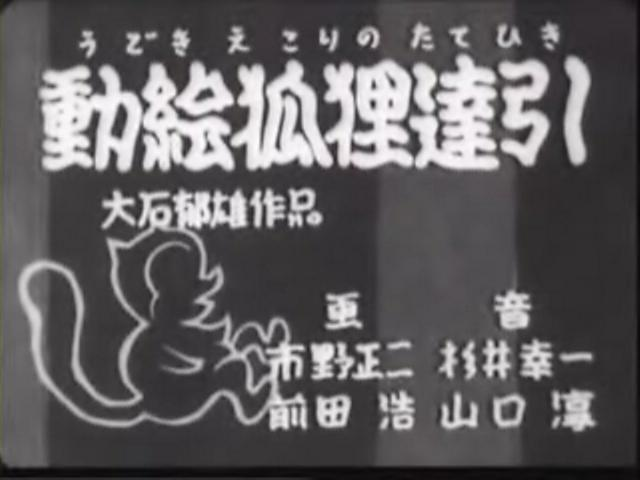
『動絵狐狸達引』（1933年）。

文化庁「日本映画情報システム」、および日本映画データベース、インターネット・ムービー・データベースに掲載されている作品の一覧である。
「漫画映画」
- 『兎と亀』 : 製作森永製菓、1918年公開
- 『吃驚仰天真珠大王』 : 製作伴野貿易、1928年公開 - 監督・作画
- 『二つの太陽』 : 製作岩岡商会、1929年公開 - 監督・作画
- 『植林美譚 凸坊の成功』 : 製作大石光彩映画、1930年公開
- 『證城寺の狸囃子』 : 歌唱平井英子、製作伴野文三郎商店・大石光彩映画、1931年公開（デジタル・ミーム所蔵）
- 『鼠の留守番』 : 歌唱平井英子、製作伴野文三郎商店・大石光彩映画、1931年公開（デジタル・ミーム所蔵）
- 『文福茶釜』 : 製作日活グラフ、1931年公開
- 『あっぱれ安さん』 : 製作日活グラフ、1931年公開
- 『ゴーストップ』 : 製作大石光彩映画、1931年公開
- 『山小舎の夕べ』 : 製作大石光彩映画、1932年公開
- 『御存知荒木又右衛門』（『御存知荒又仇討』） : 製作大石光彩映画、1932年公開（現存）
- 『保健いろはかるた』 : 脚色・監督山根幹人、製作岩松洋行・太平洋シネマ、配給大日本教育映画、1933年1月公開 - 作画
- 『動絵狐狸達引』（『動絵狐狸の達引』） : 製作P.C.L.映画製作所、配給東和商事映画部、1933年12月31日公開（フィルムセンター所蔵[4]） - 作画
- 『ポン助の春』 : 製作P.C.L.映画製作所、配給東和商事映画部、1934年8月1日公開 - 作画
- 『カチカチ山 海・山篇』 : 製作P.C.L.映画製作所、配給東和商事映画部、1934年8月8日公開 - 作画
- 『ビール萬才』 : 製作P.C.L.映画製作所、1935年6月20日公開 - 作画
- 『蟻と蛙』 : 製作P.C.L.映画製作所、1935年9月16日公開 - 作画
- 『トーキーの話』 : 製作P.C.L.漫画部、1936年公開（フィルムセンター所蔵[4]）
- 『防空日本』 : 脚色・監督小林勝、製作写真化学研究所、1936年7月7日完成 - 線画
- 『泳げ泳げ動物の水泳大会』（『泳げやつはもの』『泳げや泳げ』） : 製作朝日映画製作、1939年公開（デジタル・ミーム所蔵） - 監督
- 『ポン助の腕くらべ』 : 製作東宝教育映画、1951年公開（没後の公開、フィルムセンター所蔵[4]） - 作画

「教材映画」
以下の「教材映画」は、陸・海軍兵教育のために制作され、軍内部でのみ上映されたもので、軍事機密として一般公開はされていない。またフィルムは敗戦後に焼却処分された。大石は脚本と演出を担当し、絵コンテ作成と作画は鷺巣富雄による。
- 『九九式軽機関銃』 : 監督円谷英二、製作東宝砧撮影所特殊技術課、1940年上映 - 脚本・演出
- 『鈴鹿海軍航空隊教材映画』 : 製作東宝航空教育資料製作所、1941年上映 - 監督・脚本
- 『水平爆撃理論篇 前・後篇』 : 製作東宝航空教育資料製作所、1941年上映 - 監督・脚本
- 『水平爆撃理論篇 実際篇』 : 製作東宝航空教育資料製作所、1941年上映 - 監督・脚本
- 『水平爆撃理論篇 応用篇』 : 製作東宝航空教育資料製作所、1941年上映 - 監督・脚本
- 『爆撃理論 弾着篇』 : 製作東宝航空教育資料製作所、1942年上映 - 監督・脚本
- 『爆撃理論 同調理論篇』 : 製作東宝航空教育資料製作所、1942年上映 - 監督・脚本
- 『海軍航空戦 基地部隊篇』 : 製作東宝航空教育資料製作所、1943年上映 - 監督・脚本
- 『海軍航空戦 母艦部隊篇』 : 製作東宝航空教育資料製作所、1943年上映 - 監督・脚本